# Jonas Andersson (hokeista)
Jonas Andersson (ur. 24 lutego 1981 w Lidingö) – szwedzki hokeista. Reprezentant Szwecji.

## Kariera
- AIK J20 (1997-1999)
- North Bay Centennials (1999-2000)
- Milwaukee Admirals (2000-2003)
  -  Nashville Predators (2002)
- Södertälje SK (2004-2005)
- Brynäs IF (2005)
- Ilves (2005-2006)
- HPK (2006-2008)
- Kärpät (2008-2009)
- Dynama Mińsk (2009-2011)
- Manitoba Moose (2010-2011)
  -  Vancouver Canucks (2010)
- Ak Bars Kazań (2011)
- Atłant Mytiszczi (2011-2013)
- Torpedo Niżny Nowogród (2013)
- Jugra Chanty-Mansyjsk (2013)
- Kloten Flyers (2015)

Wychowanek klubu Lidingö HC. Od stycznia do kwietnia 2013 zawodnik Torpedo Niżny Nowogród. Od lipca 2013 w klubie Jugra Chanty-Mansyjsk, związany rocznym kontraktem. W listopadzie 2013 usunięty ze składu. Od stycznia 2015 zawodnik Kloten Flyers. We wrześniu 2015 ogłosił zakończenie kariery.
Uczestniczył w turniejach mistrzostw świata juniorów do lat 20 edycji 2001, mistrzostw Świata edycji 2010.

## Sukcesy i nagrody

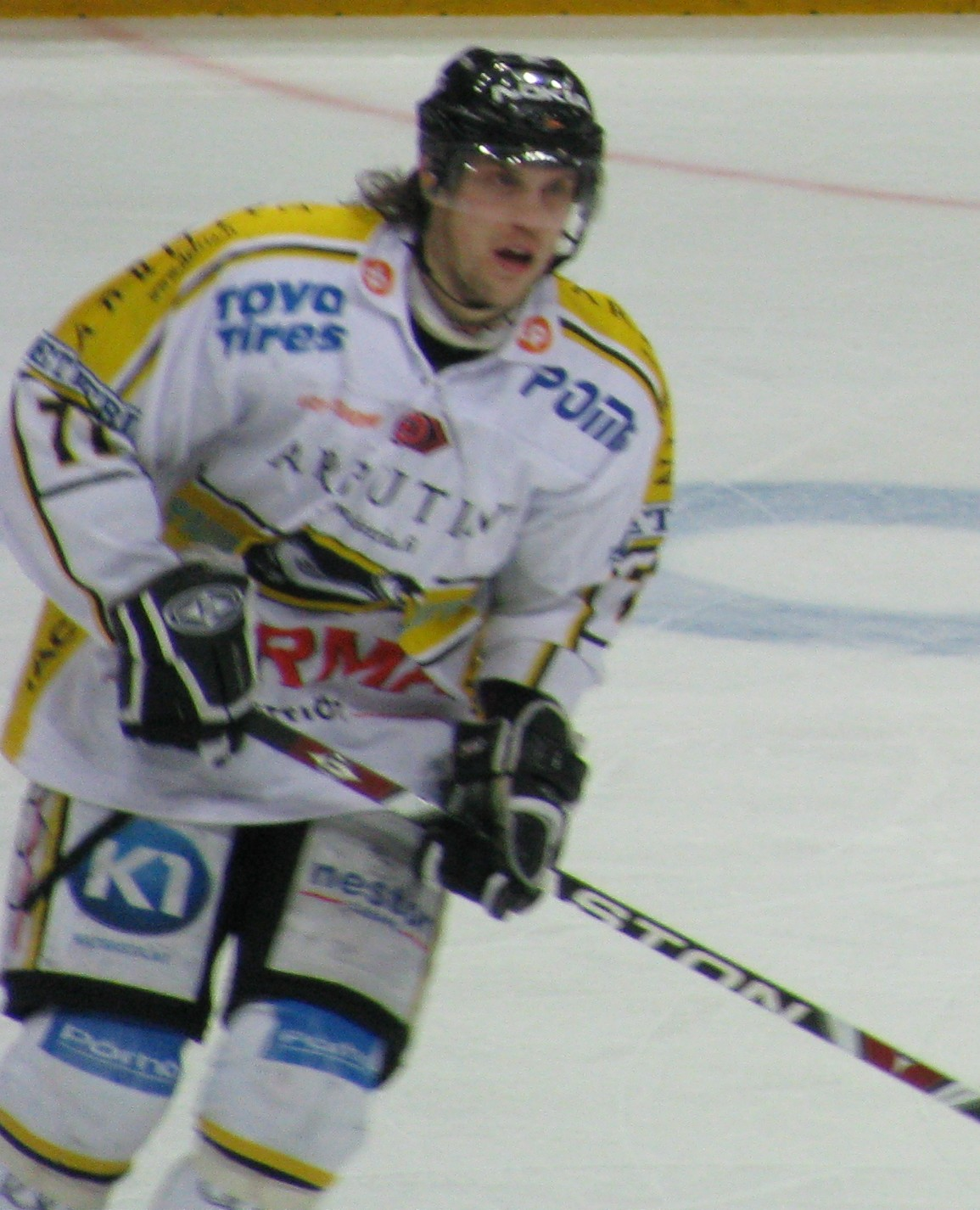
Jonas Andersson w barwach Kärpät (2009)

Reprezentacyjne
- Brązowy medal mistrzostw świata: 2010

Klubowe
- Brązowy medal mistrzostw Finlandii: 2007 z HPK
- Złoty medal mistrzostw Finlandii: 2008 z Kärpät
- Srebrny medal mistrzostw Finlandii: 2009 z Kärpät
- Puchar Spenglera: 2009 z Dynama

Indywidualne
- OHL 1999/2000:
  - Mecz Gwiazd
  - Pierwszy skład gwiazd
- SM-liiga (2008/2009):
  - Trzecie miejsce w klasyfikacji strzelców w sezonie zasadniczym: 24 gole[8]
  - Piąte miejsce w klasyfikacji kanadyjskiej w sezonie zasadniczym: 57 punktów[9]
  - Piąte miejsce w klasyfikacji strzelców w fazie play-off: 6 goli[10]
  - Skład gwiazd sezonu
- Mistrzostwa Świata w Hokeju na Lodzie 2010/Elita:
  - Trzecie miejsce klasyfikacji strzelców turnieju: 6 goli